# Jesse Belvin
Jesse Lorenzo Belvin (né le 15 décembre 1932 à San Antonio au Texas, mort le 6 février 1960 à Hope en Arkansas) est un chanteur, pianiste et compositeur américain de rhythm and blues, populaire dans les années 1950 jusqu'à sa mort lors d'un accident de voiture alors qu'il avait 27 ans.

## Carrière
Belvin est né à San Antonio puis déménagea avec sa famille à Los Angeles alors qu'il avait 5 ans. En 1950, il rejoignit le quatuor du saxophoniste Big Jay McNeely, Three Dots and a Dash, et participa activement à la préparation de leur premier album. En 1952, il rejoignit le label Specialty Records. Bien que ses précédents albums solo n'aient pas été de grands succès, son quatrième album, Dream Girl, crédité Jesse & Marvin et avec la participation de Marvin Phillips au saxophone, atteignit la seconde place des classements rhythm and blues en 1953.
À la suite de ce succès, il fut appelé sous les drapeaux mais continua à composer. Sa chanson Earth Angel, parfois cocréditée à Belvin et aux chanteurs Curtis Williams et Gaynel Hodge à la suite d'une bataille judiciaire, fut enregistrée par The Penguins et devint l'un des premiers titres de rhythm and blues à être classé dans les charts Pop, vendant environ un million de copies entre 1954 et 1955.
En 1956, il signa un contrat avec le label Modern Records, mais continua toutefois à chanter pour deux labels sous d'autres noms. Son plus gros succès fut Goodnight My Love, qu'il coécrivit et qui atteignit la 7e place du classement rhythm and blues. Des rumeurs courent que ce serait le jeune Barry White qui, alors âgé de 11 ans, aurait joué les passages de piano de cette chanson. Quoi qu'il en soit, cette dernière devint la musique de clôture de l'émission radio Rock'n Roll d'Alan Freed.
Les autres enregistrements de Belvin pour le label Modern ne furent pas de grands succès et, en 1958, il enregistra pour le label Dot Records avec le groupe The Shields, dont faisait partie Frankie Ervin (en tant que chanteur) et Johnny "Guitar" Watson (en tant que guitariste). Cette chanson, You Cheated, atteignit la 15e place des charts Pop américain.
Poussé par sa femme et son manager Jo Anne à développer son style, il signa chez RCA Records en 1959 et rentra directement au Top 40 avec son single Guess Who. Il enregistra aussi un album, Just Jesse Belvin, offrant un son plus mûre et sophistiqué. Son style était alors influencé par Nat King Cole et Billy Eckstine, et devint un modèle pour Sam Cooke et d'autres. Il acquit alors le nom de "Mr. Easy" (M. Facile) et son label commença alors à l'orienter artistiquement pour toucher le public blanc.
Il enregistra à la suite de ceci plusieurs singles avec l'arrangeur Marty Paich et un orchestre comprenant le saxophoniste Art Pepper. Parmi ces chansons, certaines devinrent des classiques comme Blues in the Night, In the Still of the Night, et Makin' Whoopee, toutes intégrées à l'album "Mr. Easy".
Cependant, avant la sortie de l'album et juste après avoir terminé un concert à Little Rock avec Sam Cooke, Jackie Wilson, et Marv Johnson, Belvin et sa femme furent tués dans un accident de voiture à Fairhope en Arkansas.